# Nola biumbrata
Nola biumbrata är en fjärilsart som beskrevs av William Schaus 1912. Nola biumbrata ingår i släktet Nola och familjen trågspinnare. Inga underarter finns listade i Catalogue of Life.